# Klenje (Bogatić)
Klenje (em cirílico: Клење) é uma vila da Sérvia localizada no município de Bogatić, pertencente ao distrito de Mačva, na região de Mačva. A sua população era de 2932 habitantes segundo o censo de 2011.

## Demografia
| 1948  | 1953  | 1961  | 1971  | 1981  | 1991  | 2002  | 2011  |
| ----- | ----- | ----- | ----- | ----- | ----- | ----- | ----- |
| 4 024 | 4 138 | 3 901 | 3 725 | 3 653 | 3 476 | 3 253 | 2 932 |